# Madžarsko izobraževalno društvo Slovenske krajine
Madžarsko izobraževalno društvo Slovenske krajine (madžarsko Vendvidéki Magyar Közművelődesi Egyesület) oz. s kratico VMKE je bilo društvo ki je delovalo na območju današnjega Prekmurja. 
Namen društva je bilo širjenje madžarske kulture in madžarske narodne zavesti med prebivalstvom današnjega Prekmurja. To so dosegali predvsem z organizacijo jezikovnih tečajev, političnega in kulturnega življenja, hkrati pa so skrbeli za dvig gospodarstva v pokrajini. Razlog za ustanovitev društva je bil ta, da soboška Kazina, ki je obstajala že od 80. let 19. stoletja ni bila zmožna dosegati zahtev splošne madžarizacije. Bila je preburžuazna, da bi se mogla doseči preprostega poljedelca ali delavca. Namenjena je bila samo plemstvu, premožnejšemu meščanstvu ter redkim izobražencem, poleg tega pa je bila omejena samo na Mursko Soboto in njeno bližnjo okolico. Zaradi tega se je pojavila potreba po društvu, ki bi obsegalo vso Prekmurje in bi zajelo vse ljudi, ki so bili voljni Slovence madžarizirati, ali madžarizacijo vsaj gmotno podpirati. Zaradi tega je okrajni načelnik Pongrác Pósfay leta 1893 ustanovil Madžarsko izobraževalno društvo Slovenske krajine oz. VMKE.

## Članstvo
Članstvo je bilo trojno. Ustanovni člani so bili tisti, ki so vplačali v društveno blagajno 60 kron, redni člani so letno plačevali po 2 kroni članarine, podporni pa so plačevali letno 1 krono podpore. Imenik članov po enem letu društvenega obstoja izkazuje 95 članov, večinoma uradnikov, vseh zdravnikov, trgovcev, gostilničarjev in obrtnikov. Glavni organ društva je bil upravni odbor, ki so ga skozi ves obstoj društva sestavljali le najvplivnejši in premožnejši Prekmurci ali Madžari. Na splošno so bili pristaši madžarizacije domače plemstvo, ter premožnejši sloj. Med evangeličani je bilo procentoalno več ljudi naklonjenih madžarski ideji, oz. so se imeli za madžare, kot med katoličani, saj so bili evangeličani povprečno bolj premožni. Med člani društva so bili izmed katoličanov samo višja duhovščina kot recimo dekan Janoš Slepec, ter nekateri redki duhovniki plemiškega porekla, kot recimo Alojz Kerestury. Evangeličanska duhovščina je bila na splošno veliko bolj naklonjena društvu, mursko-soboški duhovnik in kasnejši senior Štefan Kovats pa celo njegov odbornik in podpredsednik. Med ostalimi uglednimi člani in podporniki društva najdemo tudi grofa Szaparyja, ter grofa Szechenyija.

## Tednik Murska Sobota in okolica (MeV)
Konec leta 1884 (25. decembra) je začel v Murski Soboti izhajati - v madžarščini in prekmurščini - prvi lokalni list casopis - tednik Muraszombat és vidéke: Magyar és vend nyelvű vegyes tartalmú hetilap (Murska Sobota in okolica: Dvojezični madžarsko-prekmurski tednik), ki je bil po letu 1889 tiskan samo v madžarščini. Ta rednik je izdajalo društvo VMKE in je zelo pomemben vir informacij o takratnem družbenem življenju Murske Sobote in okolice.

## Priključitev Prekmurja Jugoslaviji 1918-1919
Društvo je močno nasprotovalo priklučitvi, saj so se šteli kot pripadnike 1000 letne države svetoštefanske krone. Leta 1918 so organizirali shod v Murski Soboti, ki naj bo odvrnil ljudi od Jugoslavije. Shod zaradi sabotaže katoliškega duhovnika Jožefa Klekla, ki ni skoparil z nizkimi udarci ni uspel. Zaradi tega so poklicali katoliškega dekana Janoša Slepca, da bi pomiril ljudi. Ker so tudi njemu ugovarjali je svoj govor zaključil: "Če ima kdo tako rad Jugoslavijo, naj se preseli v njo. Mi ga bomo izplačali!". Soboški župan Lajos Sömen pa je ob sestanku odbora leta 1918 izbruhnil: "Ni Vendov! So samo Madžari!". V tem obdobju je društvo vodil ugleden, vpliven, ter premožen odvetnik Janos Cziffrak, ki je bil nekaj časa celo odgovorni urednik MeV.

## Priključitev Prekmurja Madžarski 1941-1945
16. aprila 1941 je madžarska vojska vkorakala v Mursko Soboto. Ob tem dogodu so jih pozdravili vsi pomembnejši Prekmurci. Istega leta je bilo ponovno obujeno društvo VMKE. Predsednik je postal veleposestnik Ferdinand Hartner, ki mu je Horthy zaradi odlikovanj iz prve svetovne vojne podelil naziv vitez, ki pa mu je Hartner dodal še predikat - Lindvay (Lendavski). Za tajnika je bil izvoljen šolski nadzornik g. Antauer, odborniki pa so postali tovarnar Josip Benko, ev. senior Štefan Kovats, kat. dekan Jožef Krantz, kat. župnik g. Varda, ev. kaplan Aladar Darvaš in predsednik SK Mure g. Jožef Lipič.

## Predsedniki
- Pongrác Pósfay (okrajni glavar) 1893-1910
- Janos Cziffrak (odvetnik) 1910-1919

v času kraljevine Jugoslavije društvo ni delovalo
- Ferdinand Hartner (veleposestnik) 1941-1945

## Podpredsedniki
- Štefan Kovats (ev. senior) 1893-1919